# 南東社会開発協議会

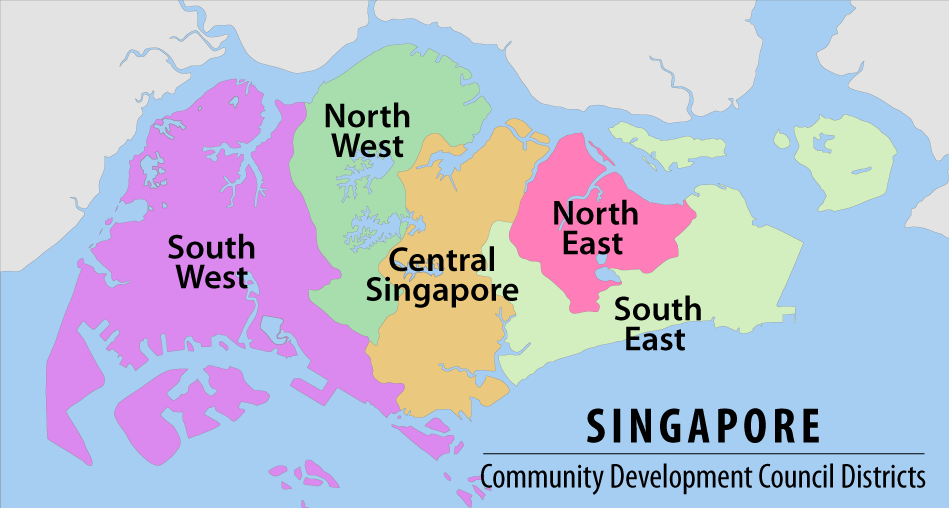
社会開発協議会の区画

南東社会開発協議会（South East Community Development Council）は、シンガポールにある5つの社会開発協議会の一つである。

## 概要
南東地区は2001年11月24日に設置され、複数の島と55万人以上の人口を有している。

## 隣接行政区画
- ジョホール州（ジョホール海峡を挟んで）
- 北東社会開発協議会
- シンガポール中央社会開発協議会